# Nopți albe
Nopți albe (în rusă Белые ночи – Belîe noci) este o povestire scurtă de Feodor Dostoievski publicată pentru prima oară în 1848. A fost ecranizată în câteva rânduri. Asemenea altor povestiri scurte ale acestui autor, ea este narată la persoana întâi de un narator fără nume care locuiește la oraș. Este divizată în șase părți, iar acțiunea este împărțită pe durata a patru nopți. 

## Rezumat
Protagonistul poveștii este un visător, o persoană singură și timidă. Într-o noapte albă, visătorul o întâlnește din greșeală pe Nastenka, pe care o salvează de un urmăritor beat și se îndrăgostește de ea. Nastenka îi povestește viața ei, faptul că a trăit cu bunica ei oarbă, după ce părinții i-au murit, că bunica nu a lăsat-o mult timp să plece, prinzând-o la spatele rochiei cu un ac, astfel că viața Nastiei era monotonă și tristă. Dar totul se schimbă când un oaspete neașteptat vine la ei, iar Nastia se îndrăgostește și e gata să plece cu el. Pentru că bărbatul era foarte sărac, a promis că se va întoarce într-un an și o va lua atunci. Termenul trece, bărbatul este în oraș, ea știe, așteaptă, dar el tot nu apare și nu răspunde la scrisoarea ei. Hotărând că iubitul ei a abandonat-o, Nastenka decide să răspundă sentimentelor visătorului. Cu toate acestea, după ce își întâlnește brusc iubitul, Nastia fuge de la visător și îi cere scuze pentru trădare într-o scrisoare. Visătorul (naratorul) o iartă și continuă să o iubească pentru că Nastenka este cel mai strălucitor eveniment din viața lui și este un sprijin în momentele dificile. El continuă să fie singur, nefericit și visător. 

## Vezi și
- Nopți albe film din 1957 de Luchino Visconti